# Liste der Bischöfe von Pavia
Die folgenden Personen waren Bischöfe von Pavia (Italien):
- Sirus (283–339)
- Pompeus I. (339–353)
- Enventius oder Juventius (353–392)
- Profuturo (392–397)
- Obediano (397–410)
- Ursicino (410–433)
- Crispino I. (433–467)
- Epiphanius (466–496)
- Massimo (499–514)
- Magnus Felix Ennodius (514–521)
- Crispino II. (521–541)
- Paul (541–566)
- Pompeus II. (566–579)
- Severus (579–605)
- Bonifatius (605–620)
- Thomas (620–ca. 656)
- Anastasio (ca. 658–680)
- Damian (680–710)
- Armentario (710–722)
- Peter I. (722–736)
- Theodor (743–778)
- Agostino (778)
- Girolamo (778–791)
- Ireneo (791–795)
  - Waldo von Reichenau (791 oder 795–802) (Administrator)
- Gandolf (802–805)
- Peter II. (805–813)
- Johannes I. (813–826)
- Sebastian (826–830)
- Diodato (830–841)
- Liutardo (841–864)
- Litifred I. (864–874)
- Johannes II. (874–911)
- Johannes III. (912–924)
- Leon (924–943 oder 930)
- Litifred II. (943 oder 930–971)
- Petrus Canepanova (971–983)
- Guido (984–1008)
- Rainaldo (1008–1056)
- Enrico Astari (1057–1068)
- Guglielmo von Montferrat (1068–1104) (Aleramiden)
- Guido Pescari (1104–1118)
- Bernardo Lonati (1119–1130)
- Pietro Rosso (1130–1139)
- Alfano Confalonieri (1139–1147)
- Pietro Toscani (1147–1180)
- Lanfranco Beccari (1180–1198)
- Bernardo Balbi (1198–1213)
- Rodobaldo de' Sangiorgio (1213–1215)
- Fulco Scotti (1216–1228)
- Rodobaldo Cepolla (1230–1254)
- Guglielmo da Caneto (1256–1272)
  - Corrado Beccaria (1272–1292) (Gegenbischof)
- Guido Zazzi (1274–1294)
- Guido Langosco (1295–1311)
  - Isnardo Tacconi (1311–1319) (Apostolischer Administrator)
  - Giovanni Beccaria (1320–1323) (Apostolischer Administrator)
- Carante Sannazzari (1323–1328)
- Giovanni Fulgosi (1328–1342)
- Matteo Riboldi (1342–1343)
- Pietro Spelta (1343–1356)
- Alchiero Alchieri (1356–1361)
- Francesco Sottoriva (1364–1386)
- Guglielmo Centueri (1386–1402)
- Pietro Grassi (1402–1426)
- Francesco Piccolpassi (1427–1435)
- Enrico Rampini (1435–1443)
  - Bernardo Landriano (1442 ?–1446) (danach Bischof von Como)
- Giacomo Borromeo (1446–1453)
- Giovanni Kardinal Castiglione (1453–1460)
- Giacommo Kardinal Ammannati Piccolomini (1460–1479)
- Ascanio Maria Kardinal Sforza (1479–1505)
- Francesco Kardinal Alidosius (1505–1510)
- Antonio Maria Kardinal Ciocchi del Monte (1511–1516)
- Giovanni Maria Kardinal Ciocchi del Monte (1521–1530), als Julius III. Papst
- Giovan Girolamo de’ Rossi (1530–1539)
- Sedisvakanz (1539–1560)
- Ippolito Kardinal de’ Rossi (1564–1591)
- Heiliger Alexander Sauli (1591–1592)
- Francesco Gonzaga (1593)
- Guglielmo Bastone (1593–1608)
- Giovanni Battista Biglia (1609–1617)
- Fabrizio Landriani (1617–1637)
- Giovanni Battista Sfondrati (1639–1647)
- Francesco Biglia (1648–1659)
- Girolamo Melzi (1659–1672)
  - Heiliger Gregorio Kardinal Barbarigo (1664–1697)
- Lorenzo Trotti (1672–1700)
- Giacomo Antonio Kardinal Morigia, B (1701–1708)
- Agostino Kardinal Cusani (1711–1724)
- Francesco Pertusati (1724–1752)
- Carlo Francesco Kardinal Durini (1753–1769)
- Bartolomeo Olivazzi (1769–1791)
- Giuseppe Bertieri, OAD (1793–1804)
- Paolo Lamberto D’Allègre (1807–1821)
- Luigi Tosi (1823–1845)
- Angelo Ramazzotti (1850–1858)
- Pietro Maria Ferrè (1860–1867)
- Lucido Maria Parocchi (1871–1877)
- Agostino Gaetano Riboldi (1877–1901)
- Francesco Ciceri (1901–1924)
- Giuseppe Ballerini (1924–1933)
- Giovanni Battista Girardi (1934–1942)
- Carlo Allorio (1942–1968)
- Antonio Giuseppe Angioni (1968–1986)
- Giovanni Volta (1986–2003)
- Giovanni Giudici (2003–2015)
- Corrado Sanguineti (seit 2015)